# Avignon-lès-Saint-Claude
Avignon-lès-Saint-Claude [aviɲɔ̃ lɛ sɛ̃ klod] ist ein Dorf und eine Gemeinde im französischen Département Jura in der Region Bourgogne-Franche-Comté.

## Geographie
Avignon-lès-Saint-Claude liegt auf 729 m, etwa zwei Kilometer westlich der Stadt Saint-Claude (Luftlinie). Das Dorf erstreckt sich im Jura, an aussichtsreicher Lage auf einem nach Südosten geneigten Hang hoch über dem Tal der Bienne direkt oberhalb des Talkessels von Saint-Claude.
Die Fläche des 7,83 km² großen Gemeindegebiets umfasst einen Abschnitt des französischen Juras. Die östliche Grenze verläuft etwa auf halber Höhe zwischen Saint-Claude und Avignon am steilen westlichen Talhang der Bienne. Von hier erstreckt sich das Gemeindeareal westwärts über die Rodungsinsel von Avignon bis auf den rund zwei Kilometer breiten und vier Kilometer langen, überwiegend bewaldeten Höhenrücken der Forêt d’Avignon, der in geologischer Hinsicht eine Antiklinale des Faltenjuras bildet. Auf diesem Kamm wird mit 917 m die höchste Erhebung von Avignon-lès-Saint-Claude erreicht. Diese Antiklinale wird sowohl im Nordosten als auch im Südwesten von tief eingeschnittenen Durchbruchstälern der Bienne begrenzt, wobei die Gemeindegrenze jeweils oberhalb des Steilabfalls verläuft. Das Gemeindegebiet ist Teil des Regionalen Naturparks Haut-Jura (frz.: Parc naturel régional du Haut-Jura).
Nachbargemeinden von Avignon-lès-Saint-Claude sind Saint-Claude im Norden, Osten und Süden sowie Ponthoux und Coteaux du Lizon mit Cuttura im Westen.

## Geschichte
Die Herkunft des Ortsnamens ist nicht eindeutig geklärt. Eine Theorie besagt, dass der Abt von Saint-Claude im 13. Jahrhundert Maurer des Ordens der Pontifes von Saint-Bénézet bei Avignon kommen ließ, um zwei Brücken über die Bienne und den Tacon zu bauen. Einige von ihnen blieben in der Region und gründeten die Siedlung, die sie nach ihrer Heimatgegend Avignon benannten. Zusammen mit der Franche-Comté gelangte das Dorf mit dem Frieden von Nimwegen 1678 an Frankreich. Für das Jahr 1973 stand eine Fusion mit Saint-Claude zur Debatte; diese wurde jedoch nicht durchgeführt.

### Bevölkerungsentwicklung
| Jahr                       | 1962 | 1968 | 1975 | 1982 | 1990 | 1999 | 2004 | 2017 |
| Einwohner                  | 136  | 166  | 164  | 319  | 361  | 309  | 337  | 383  |
| Quellen: Cassini und INSEE |      |      |      |      |      |      |      |      |

Mit 359 Einwohnern (Stand 1. Januar 2022) gehört Avignon-lès-Saint-Claude zu den kleinen Gemeinden des Départements Jura. Nachdem die Einwohnerzahl in der ersten Hälfte des 20. Jahrhunderts stets im Bereich von rund 170 Personen gelegen hatte, wurde seit Mitte der 1970er-Jahre eine deutliche Bevölkerungszunahme verzeichnet.

## Sehenswürdigkeiten

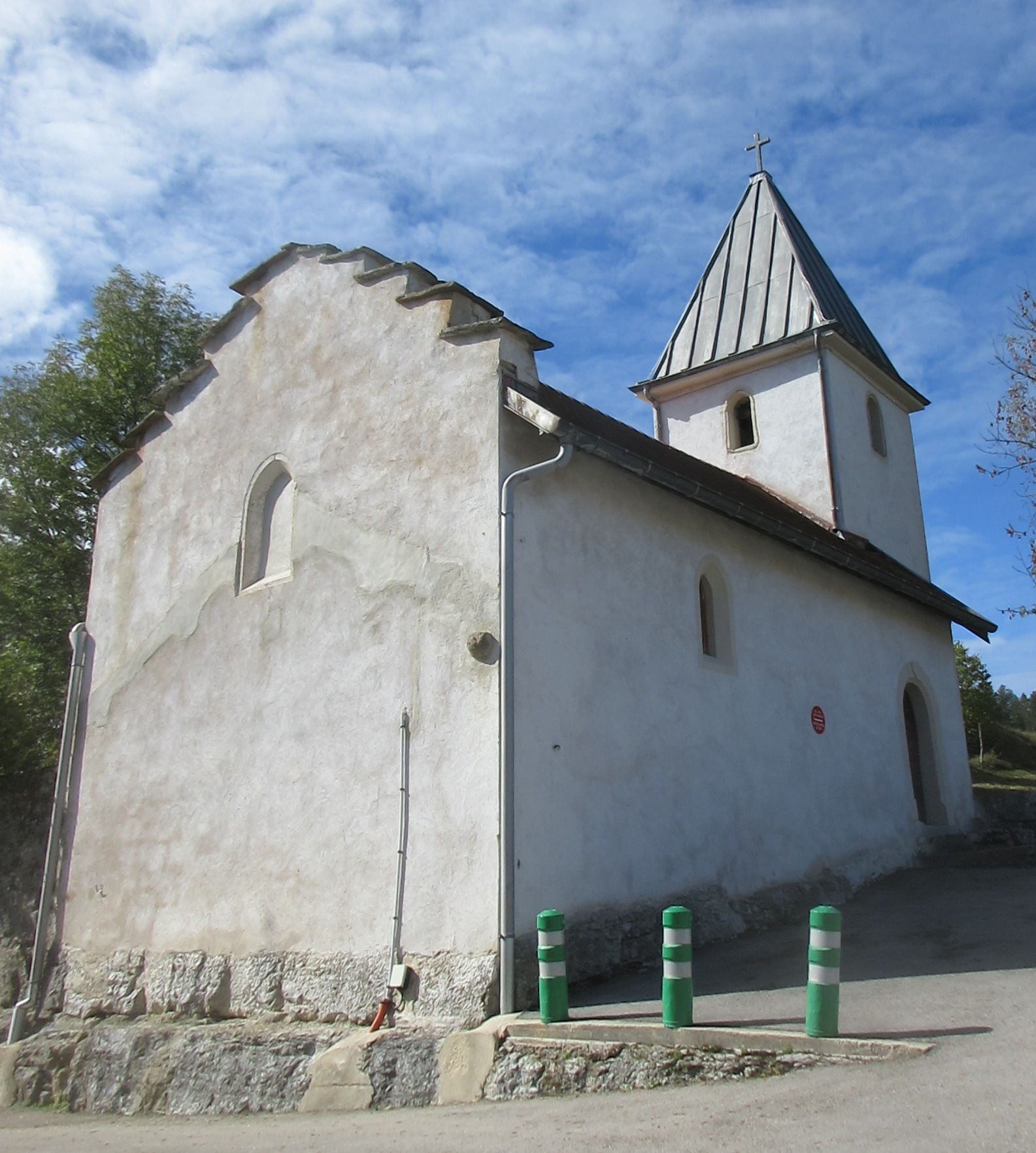
Kapelle Saint-Roch

Die Dorfkapelle Saint-Roch wurde im 17. Jahrhundert errichtet.

## Wirtschaft und Infrastruktur
Avignon-lès-Saint-Claude war lange Zeit ein vorwiegend durch die Landwirtschaft, insbesondere Viehzucht und Milchwirtschaft, sowie durch die Forstwirtschaft geprägtes Dorf. Zum traditionellen Handwerk gehörte eine Drechslerei. Eine 1884 gegründete Diamantschleiferei wurde 1960 stillgelegt. Heute gibt es einige Betriebe des lokalen Kleingewerbes. Mittlerweile hat sich das Dorf dank seiner attraktiven Lage zu einer Wohngemeinde gewandelt. Viele Erwerbstätige sind Wegpendler, die in den größeren Ortschaften der Umgebung, vor allem im nahen Saint-Claude ihrer Arbeit nachgehen.
Die Ortschaft liegt abseits der größeren Durchgangsstraßen. Die einzige Zufahrt erfolgt von Saint-Claude.